# تسمم بالليثيوم
التسمم بالليثيوم أو الجرعة المفرطة من الليثيوم، هي الحالة التي تصف تناول كميات كبيرة من الليثيوم. تسبب الجرعات المفرطة طيف واسع من الأعراض والعلامات، وهذا قد يتضمن: الرعاش وفرط المنعكسات وصعوبة المشي واضطراب وظيفة الكلى وتغير مستوى الوعي. قد تدوم بعض الأعراض لمدة عام كامل بعد من عودة مستويات الليثيوم إلى وضعها الطبيعي. تشمل المضاعفات حدوث متلازمة السيروتونين.
يحدث التسمم بالليثيوم بسبب زيادة الوارد أو نقص الإطراح. قد تكون زيادة الوارد ناجمة عن محاولة انتحار أو حادث عرضي، بينما يحدث نقص الإطراح عند اتباع نظام غذائي منخفض الصوديوم أو بسبب مشاكل في الكلى أو في حالات التجفاف الناجمة عن الإقياء أو الإسهال مثلًا. يعتمد التشخيص عمومًا على الأعراض المتزامنة مع ارتفاع مستوى الليثيوم لأكثر من 1.2 ميلي مكافئ/ لتر.
قد تكون إجراءات غسل المعدة والأمعاء الكامل مفيدة في حال أجريت مبكرًا. لا يعتبر الفحم المنشط فعال في علاج التسمم بالليثيوم، وينصح بالديال الدموي (غسيل الكلى) في الحالات الشديدة. وبشكل عام، يكون خطر الموت منخفض، وتملك السمية الحادة نتائج أفضل من السمية المزمنة إجمالًا. تسجل مراكز مكافحة السموم في الولايات المتحدة نحو 5000 حالة تسمم سنويًا. وصف التسمم بالليثيوم لأول مرة في عام 1898.

## العلامات والأعراض
قد تكون أعراض التسمم خفيفة أو متوسطة أو شديدة.
تحدث الأعراض الخفيفة عندما تكون مستويات الليثيوم بين 1.5 و2.5 ميلي مكافئ/ لتر، وتتضمن الغثيان والشعور بالتعب والرعاش. بينما تحدث الأعراض المتوسطة عندما تكون مستويات الليثيوم بين 2.5 و3.5 ميلي مكافئ/ لتر، وتتضمن التشوش الذهني وزيادة معدل ضربات القلب وفرط المقوية العضلية (فرط التوتر). تحدث الأعراض الشديدة عندما يزيد تركيز الليثيوم عن 3.5 ميلي مكافئ/ لتر، وتتضمن الغيبوبة والنوبات الصرعية وانخفاض ضغط الدم وارتفاع درجة حرارة الجسم. تكون أعراض التسمم بالليثيوم خطيرة وقاتلة في حال سببت سمية قلبية أو أضرار عصبية.

### التسمم الحاد
يعاني مرضى التسمم الحاد من أعراض معدية معوية بشكل رئيسي؛ كحدوث الإقياءات والإسهالات التي تؤدي في نهاية المطاف إلى نقص حجم الدم. ينتقل الليثيوم فيما بعد إلى الجهاز العصبي المركزي مسببًا الدوخة مع أعراض عصبية خفيفة أخرى.

### التسمم المزمن
يعاني مرضى التسمم المزمن من أعراض عصبية بشكل رئيسي كالرأرأة والرعاش وفرط المنعكسات والرنح وتغير الحالة العقلية (هذيان). تكون الأعراض المعدية المعوية أقل شدة ووضوح في حالات التسمم المزمن مقارنةً بالتسمم الحاد. وبشكل عام، تكون أعراض التسمم المزمن غامضة وغير نوعية.

### التسمم الحاد على أرضية مزمنة
قد يعاني مرضى هذه الحالة من أعراض التسمم الحاد والمزمن معًا.

### المضاعفات
قد يعاني الناجون من التسمم من مشاكل صحية مزمنة تسمى بمتلازمة السمية العصبية غير العكوسة المحدثة بالليثيوم. تسبب المتلازمة آثار عصبية ونفسية- عصبية غير قابلة للعكس. تتضمن الآثار العصبية حدوث اضطراب في وظيفة المخيخ وجذع الدماغ والمعاناة من أعراض خارج هرمية، بينما تتضمن الآثار النفسية- العصبية حدوث اضطراب في الذاكرة والوظائف المعرفية والمعاناة من الخرف تحت القشري. يتطلب تشخيص المتلازمة عدم معاناة المريض من الأعراض قبل التسمم بالليثيوم واستمرار الأعراض بعد إيقافه مدة تتجاوز الشهرين.